# Ферден-ан-дер-Аллер
Ферден-ан-дер-Аллер (нім. Verden an der Aller) — місто в Німеччині, розташоване в землі Нижня Саксонія. Районний центр району Ферден.
Площа — 71,58 км2. Населення становить 27 782 ос. (станом на 31 грудня 2021).

## Історія
Перша згадка про поселення Ферден припадає на 782 рік, час правління Карла Великого.
Комуна була утворена 1 липня 1972 року, до її складу ввійшли місто Ферден, а також 7 сіл:
- Айце (нім. Eitze)
- Борстель (нім. Borstel)
- Валле (нім. Walle)
- Гониш (нім. Hönisch)
- Давельзен (нім. Dauelsen)
- Дульберген-Гутберген (нім. Döhlbergen-Hutbergen)
- Шарнгорст (нім. Scharnhorst)

## Галерея

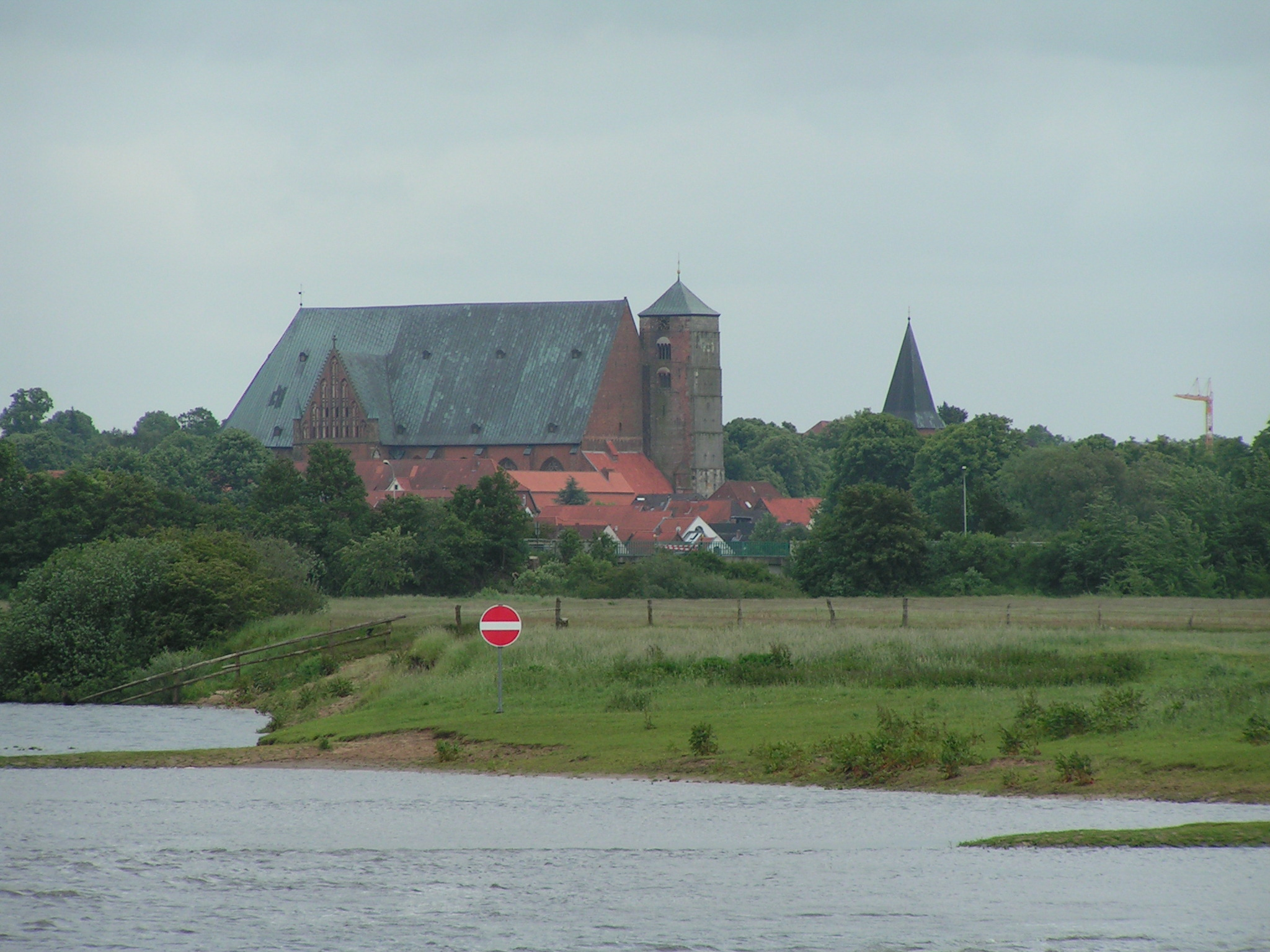
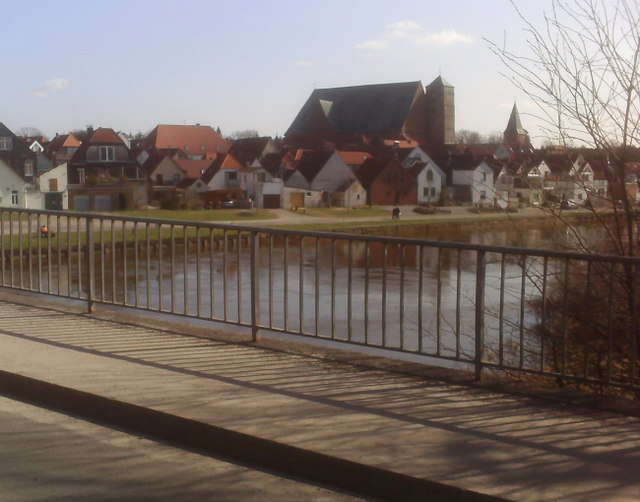
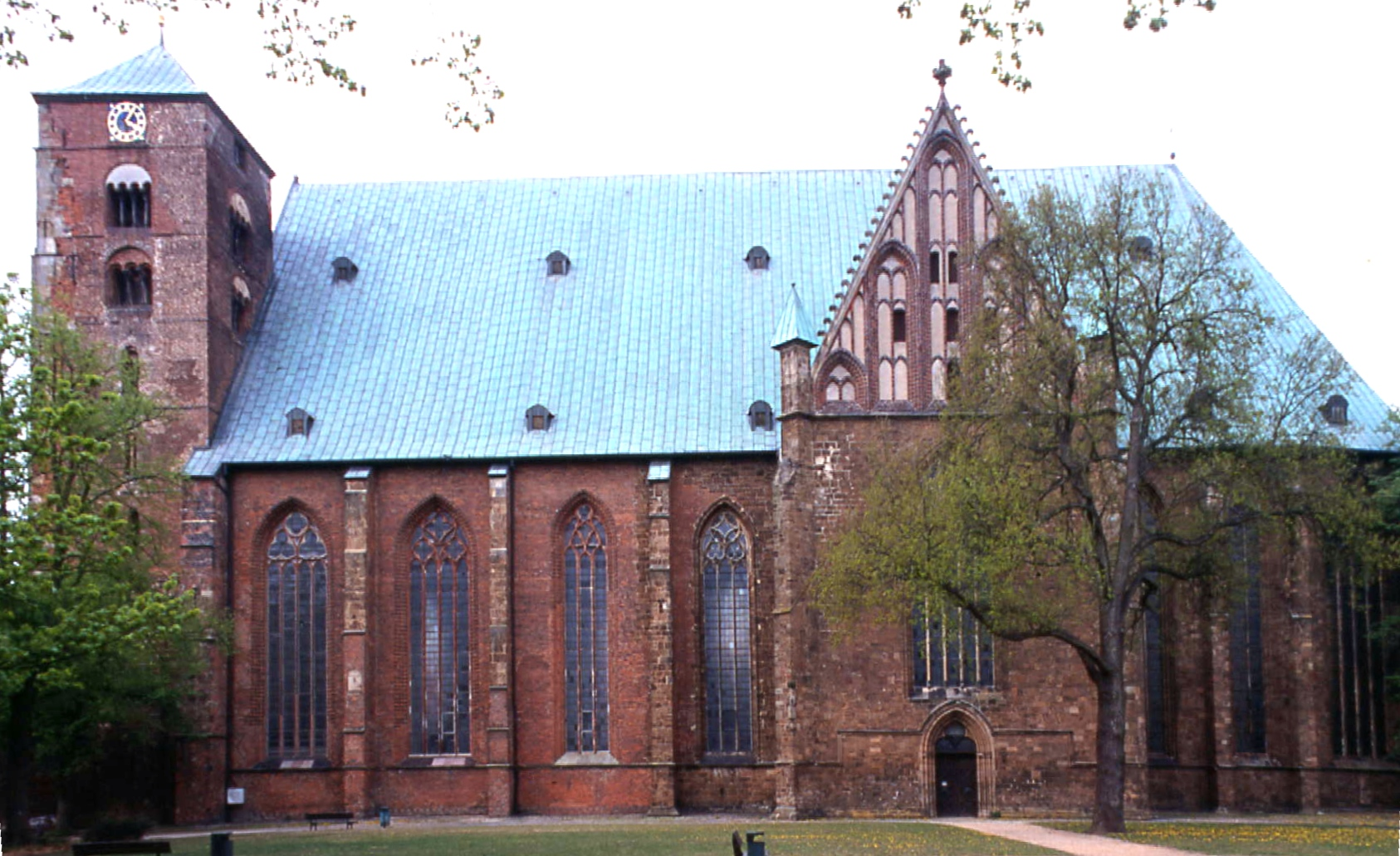
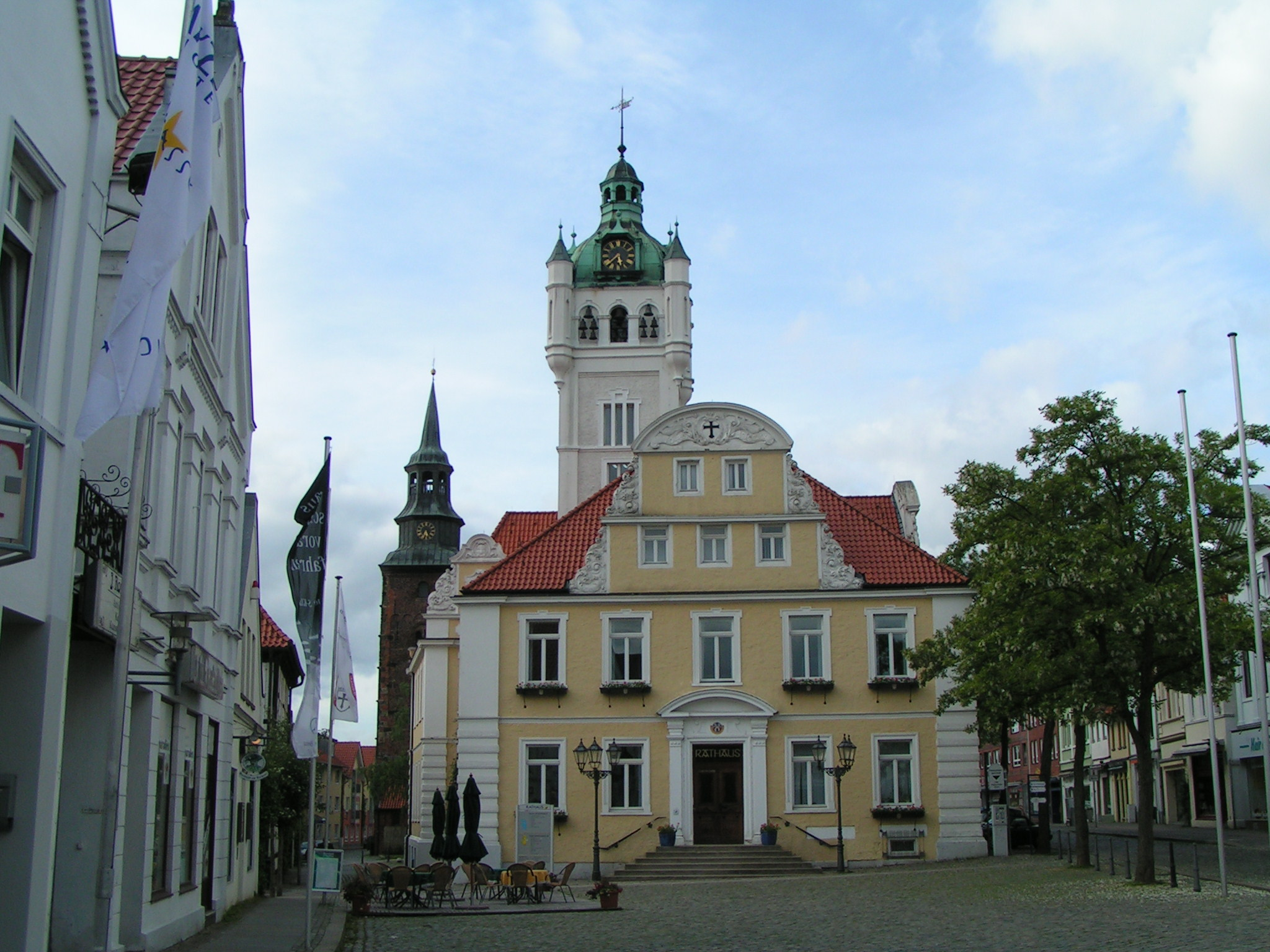
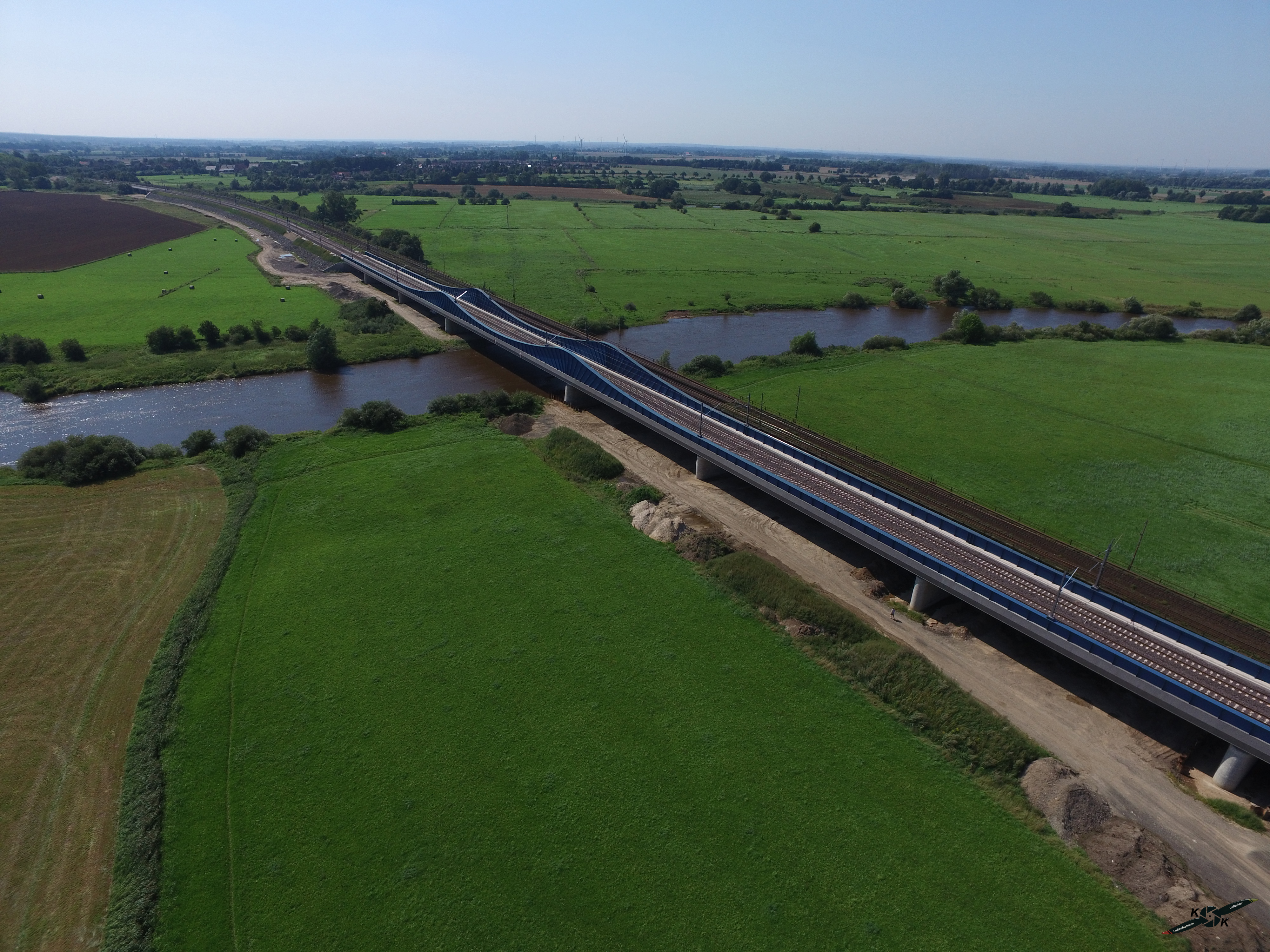

## Уродженці
- Аніта Аугспург (1857—1943) — німецька юристка, акторка, письменниця, діячка антивоєнного та феміністського руху.
- Гергард Ліндеманн (1896—1994) — німецький офіцер, генерал-майор вермахту.